# Ogooué et Lacs
Ogooué et Lacs är ett departement i Gabon. Det ligger i provinsen Moyen-Ogooué, i den västra delen av landet, 140 km sydost om huvudstaden Libreville. Antalet invånare är 54 346.